# Biesme (rivier)
De Biesme is een riviertje in België in de provincies Namen en Henegouwen. Ze ontspringt in Oret en mondt uit in de Samber te Aiseau.